# Прилучний (струмок)
Прилучний — струмок в Україні, у Верховинському районі Івано-Франківської області, лівий доплив Чорного Черемоша (басейн Дунаю).

## Опис
Довжина струмка приблизно 4 км. Формується з багатьох безіменних струмків.

## Розташування
Бере початок на південно-східних схилах гори Боршутік. Тече переважно на північний схід і у селі Буркут впадає у річку Чорний Черемош, ліву притоку Черемоша.